# مصفوفة الهوائيات
مصفوفة الهوائيات: مجموعة من الهوائيات مرتبطة مع بعضها وتعمل كهوائي واحد لإرسال واستقبال الموجات الراديوية. كل هوائي في المصفوفة يعتبر عنصر في المصفوفة ويرتبط مع جهاز الاستقبال أو جهاز الإرسال بواسطة خط تغذية بزاوية طور محددة. الموجات الراديوية التي تبث من كل هوائي بمفرده يتم جمعها معا لتحسين مقدار القدرة الكهربائية التي يتم بثها في الاتجاه المرغوب. وأيضا في حالة الاستقبال يتم جمع الموجات الراديوية التي استلمها كل هوائي في المصفوفة داخل جهاز الاستقبال لتحسين جودة الإشارة المستلمة من الاتجاه المرغوب وحذف الاشارات المستلمة من الاتجاهات الغبر مرغوبة (حذف التداخل).
مصفوفة الهوائيات تحقق اتجاهية عالية في البث (البث في اتجاه معين) حيث بتم البث في حزم ضيقة من الموجات الراديوية، وهذا ما يصعب تحقيقه في بعض الأحيان عند استخدام هوائي واحد في عملية البث. وكلما زاد عدد الهوائيات في المصفوفة، يمكن إنتاج حزم ضيقة أكثر من الموجات الراديوية، حيث أن بعض مصفوفات الهوائيات تتكون من الاف الهوائيات مثل بعض الرادارات المستخدمة في تطبيقات عسكرية. مصفوفة الهوائيات تحسن فعالية نظام الاتصالات بشكل كبير وتقلل التداخل من الاتجاهات الغير مرغوبة. عند التحكم بزاوية طور لخط تغذية كل هوائي، يمكننا التحكم باتجاه البث وتحريكه إلى التجاه الذي نرغب به من دون أن نحتاج إلى تحريك الهوائيات نفسها. تسخدم أيضا مصفوفة الهوائيات في التلسكوب الراديوي المستخدم في علم الفلك الراديوي.